# Comandamentul Trupelor din Transilvania
Comandamentul Trupelor din Transilvania a fost o unitate militară de tip comandament, de nivel operativ, din Armata României, care a exercitat controlul operațional (OPCON) asupra unităților aflate în Transilvania și Ungaria, în timpul acțiunilor militare postbelice, din perioada 1918-1919. :p. 333

## Compunerea de luptă

### Decembrie 1918-11 aprilie 1919
- Comandant: general de brigadă Traian Moșoiu
- Șef de stat major: general de brigadă Ștefan Panaitescu
- Stat major format din șase ofițeri
- Trupe în subordine:
  - Divizia 6 Infanterie - comandant: general de brigadă Ștefan Holban
  - Divizia 7 Infanterie - comandant: general de brigadă Constantin Neculcea
  - Divizia 1 Vânători - comandant: general de brigadă Aristide Lecca
  - Divizia 2 Vânători - comandant: general de brigadă Gheorghe Dabija[1]:p. 311

### 11 aprilie-iulie 1919
- Comandant: general de divizie Gheorghe Mărdărescu
- Șef de stat major: general de brigadă Ștefan Panaitescu
- Stat major (40 ofițeri și 1 funcționar civil):
  - Biroul Informații, format din opt ofițeri
  - Biroul Operații, format din șase ofițeri
  - Biroul Adjutanturii, format din un ofițer
  - Biroul Organizare și Servicii, format din doi ofițeri
  - Biroul Transporturi, format din un ofițer
  - Serviciul Artilerie, format din trei ofițeri
  - Serviciul Geniu, format din trei ofițeri
  - Serviciul Intendenței, format din trei ofițeri
  - Serviciul Remontei, format din doi ofițeri
  - Serviciul Pretorat, format din doi ofițeri
  - Serviciul Sanitar, format din șase ofițeri
  - Secția Topografică, formată din un ofițer
  - Oficiul Militar, format din un funcționar civil
  - Serviciul Cartierului, format din doi ofițeri
- Trupe în subordine:
  - Grupul de Nord - comandant: general de brigadă Traian Moșoiu
    - Detașamentul „General Marcel Olteanu”
    - Divizia 2 Cavalerie - comandant: general de brigadă Alexandru Constantinidi
    - Divizia 7 Infanterie - comandant: general de brigadă Constantin Neculcea
    - Divizia 16 Infanterie - comandant: general de brigadă Alexandru Hanzu

  - Grupul de Sud - comandant: general de brigadă Gheorghe Dabija (11-25 aprilie 1919), general de brigadă Ștefan Holban (25 aprilie-iulie 1919)
    - Divizia 2 Vânători - comandant: general de brigadă Gheorghe Dabija
    - Divizia 1 Vânători - comandant: general de brigadă Aristide Lecca
    - Divizia 6 Infanterie - comandant provizoriu: general de brigadă Dumitru Sachelarie

  - Rezerva generală
    - Divizia 18 Infanterie - comandant: general de brigadă Dănilă Papp[1]:pp. 312-319

### Iulie-august 1919
- Comandant: general de divizie Gheorghe Mărdărescu
- Șef de stat major: general de brigadă Ștefan Panaitescu
- Stat major: organizare neschimbată
- Trupe în subordine:
  - Grupul de Nord - comandant: general de brigadă Nicolae Mihăescu
    - Divizia 16 Infanterie - comandant: general de brigadă Alexandru Hanzu
    - Divizia 2 Vânători - comandant: general de brigadă Gheorghe Dabija

  - Grupul de Sud - comandant: general de brigadă Gheorghe Dabija (11-25 aprilie 1919), general de brigadă Ștefan Holban (25 aprilie-iulie 1919)
    - Divizia 18 Infanterie - comandant: general de brigadă Dănilă Papp
    - Divizia 1 Vânători - comandant: general de brigadă Aristide Lecca

  - Grupul de Manevră - comandant: general de brigadă Traian Moșoiu
    - Divizia 2 Cavalerie - comandant: general de brigadă Alexandru Constantinidi
    - Divizia 1 Infanterie - comandant: general de brigadă Mihail Obogeanu
    - Divizia 6 Infanterie - comandant provizoriu: general de brigadă Dumitru Sachelarie
    - Divizia 1 Cavalerie - comandant: general de brigadă Romulus Scărișoreanu
    - Divizia 20 Infanterie - comandant: general de brigadă Mihail Darvari
    - Divizia 21 Infanterie - comandant: general de brigadă Dumitru Glodeanu
    - Brigada 5 Roșiori - comandant: general de brigadă Marcel Olteanu
    - Grupul V Aviație - comandant: maior Athanasie Enescu
    - Artileria de munte - comandant: locotenent-colonel Baciu Constantinescu

  - Alte unități transportate în Transilvania care au luat parte la operațiunile dintre Tisa și Dunăre
    - Divizia 7 Infanterie - comandant: general de brigadă Constantin Dumitrescu (Turcu)
    - Divizia 2 Infanterie - comandant: general de brigadă Ioan Jitianu
    - Regimentul de Vânători de Munte - comandant: Principele Carol
    - Regimentul 7 Vânători - comandant: locotenent-colonel Victor Corijescu
    - Regimentul 8 Vânători - comandant: locotenent-colonel Ioan Gerota[1]:pp. 320-333

## Acțiuni militare în campania anului 1919
În cadrul acțiunilor militare postbelice, Comandamentul Trupelor din Transilvania a pregătit și condus:
- Operația de ocupare a liniei de demarcație
- Operația ofensivă în Transilvania
- Operația de apărare de pe Tisa
- Operația ofensivă la vest de Tisa[1]:passim[2]:passim

## Comandanți
- General de brigadă Traian Moșoiu, decembrie 1918-11 aprilie 1919
- General de divizie Gheorghe Mărdărescu, 11 aprilie 1919 - 1920